# Solidago arguta
Solidago arguta là một loài thực vật có hoa trong họ Cúc. Loài này được Aiton miêu tả khoa học đầu tiên năm 1789.